# Kanaille
Kanaille [kaˈnaljə] (frz.), auch Canaille, ist ein Schimpfwort und bedeutet so viel wie „gemeiner Kerl“ oder „Schurke“. Es wurde im 17. Jahrhundert aus dem Französischen (canaille) ins Deutsche übernommen. Dort stammt es vom italienischen canaglia (Hundemeute) ab, was wiederum auf lateinisch canis (Hund) zurückgeht.
Canaille wurde auch lange Zeit als herabsetzende Bezeichnung für eine Gruppe von Menschen benutzt („Pack“, „Pöbel“, „das niedere Volk“) und wurde durch die Französische Revolution zu einem Geusenwort, das diejenigen zu einer ehrenden Selbstbezeichnung umdeuteten, die gegen das Ancien Régime kämpften (siehe auch das französische Lied La Canaille).
Im Deutschen ist die kollektive Bedeutung nur noch wenig bekannt. Der Ausdruck „jemanden en canaille behandeln“ wird für ein offen despektierliches, verächtliches Verhalten gebraucht.